# Lise Thiry
Pour les articles homonymes, voir Thiry.
Lise Thiry, née à Liège le 5 février 1921 et morte le 16 janvier 2024 à Waterloo,, est une personnalité scientifique belge de renom engagée en politique, une militante wallonne. Progressiste, elle soutient de nombreuses causes comme le féminisme, la défense de la médecine sociale, le soutien aux victimes du sida et l’appui des demandeurs d’asile. Elle a été notamment la « marraine » de la demandeuse d'asile Semira Adamu, dont la mort a fait manchette en Belgique.

## Biographie
Née le 5 février 1921 à Liège, Lise Thiry est la fille du sénateur (Rassemblement wallon) écrivain et poète Marcel Thiry qui l’encourage à entreprendre des études scientifiques. Elle effectue des études de médecine pendant la Seconde Guerre mondiale à une époque où face au manque de médecins et d’infirmières, les étudiants sont directement mis à contribution. À la fin de ses études en 1946, elle est l’une des trois femmes diplômées sur un total de 140 étudiants. 

### Carrière scientifique
Elle entre en 1947 en tant que chercheuse à l’institut Pasteur de Bruxelles où elle se spécialise en virologie et microbiologie. En 1952, elle y crée le laboratoire de virologie qui met au point des techniques diagnostiques et exécute des analyses virologiques et sérologiques pour des hôpitaux et des laboratoires cliniques. Le laboratoire travaille sur un grand nombre de virus (rougeole, scarlatine, oreillons, varicelle, poliomyélite, grippe, VRS ou adénovirus). 

#### Le Sida
En 1983, Lise Thiry met en place, toujours à l’Institut Pasteur, un service destiné à étudier le Sida qui vient d'apparaître. Son laboratoire parvient à isoler le VIH à partir d’échantillons de l’hôpital et ainsi à poser le diagnostic,. En 1985,  Lise Thiry identifie le virus du VIH dans des échantillons de lait maternel provenant de Kigali, expliquant ainsi la transmission mère-enfant du Sida. En 1988, le laboratoire Sida met au point un test pour l’identification du provirus VIH-1 dans les lymphocytes, ce qui représente une amélioration en matière de diagnostic. La même année, le laboratoire a également été reconnu comme centre national de référence.
[Quand ?]Elle échoue à accéder à la direction de l'institut Pasteur à cause d'un examen linguistique[réf. nécessaire].
Lise Thiry est également cofondatrice, en 1969, du Groupe d'Étude pour une Réforme de la Médecine (GERM).
Elle est conseillère de différents ministres de la Santé publique à partir des années 1980. 
[Quand ?]Elle sera nommée professeure à l'Université libre de Bruxelles (ULB)[réf. nécessaire].
Elle est également présidente du Conseil scientifique de prévention du sida créé en 1997,.

### Engagement politique
Dès 1973, Lise Thiry commence à militer au sein du parti socialiste. Son combat principal en tant que femme et en tant que médecin sera la lutte pour la dépénalisation de l'avortement. En 1985, elle est cooptée au Sénat et reçoit le titre de femme de l'année. Elle participe en 1990 à une commission chargée de l’évaluation des effets de la nouvelle Loi relative à l'interruption volontaire de grossesse dont elle est l’une des rédactrices.
Aux élections européennes de juin 1994, elle figure en tête de la liste Gauche unie, qui n'obtient aucun élu.
Elle milite en faveur des droits des étrangers en situation irrégulière. Elle a été la marraine de Semira Adamu, la jeune Nigériane étouffée par les gendarmes belges chargés de son expulsion en 1998 et dont le décès, qui a suscité une vive indignation en Belgique, a provoqué la démission du ministre de l’intérieur de l’époque, Louis Tobback.
Lise Thiry participe alors à toutes les manifestations et apporte sa caution aux pétitions des associations de soutien aux illégaux. Lors de l’application de la loi de régularisation des « sans-papiers » (2000), elle est invitée à siéger comme représentante d'une ONG dans une des chambres de la commission de régularisation des étrangers en situation irrégulière. Dans son livre Conversations avec des clandestins, sorti en 2002, elle offre un autre regard sur l'immigration. Au travers d’extraits de conversations et de débats réalisés au sein de cette commission, l’auteure rend compte du vécu des demandeurs d'asile en Belgique.
En 2005, à l’occasion du retrait des troupes israéliennes de la Bande de Gaza, elle participe avec cinq autres femmes membres du corps médical à une visite destinée à évaluer et témoigner des besoins palestiniens en matière de santé.
Déçue par l'évolution institutionnelle de la Belgique, elle devient candidate sur les listes du Rassemblement Wallonie-France en 2012. En janvier 2014, elle a appelé à voter pour la liste PTB-GO  (Parti du Travail de Belgique — Gauche d'ouverture).

## Œuvres
Outre ses publications scientifiques, Lise Thiry a également publié plusieurs ouvrages à destination du grand public :
- Marcopolette (Mémoires 1921-1977), Bruxelles, Les Éperonniers, 1997
- Tutoyer les virus, Bruxelles, Labor, 1993 [13]
- Conversations avec des clandestins, Cuesmes, Le Cerisier, 2002
- Dessine-moi un virus, Conversation avec Janine Lambotte, Bruxelles, Racine, coll. «Paroles de femme», 2004.
- La science et le chercheur. Les chemins du doute, éditions Labor/Espace de Libertés, coll. « Liberté j'écris ton nom », Bruxelles, 2004[14]
- Autour d'Ishango, 2005
- Des Virus et des hommes. Un demi siècle d'engagement, avec la collaboration de Carmelo Virone, Charleroi, Couleurs livres, 2012  (ISBN 978-2-87003-602-0)

## Distinctions
- Commandeure du Mérite wallon (C.M.W.)[réf. nécessaire]
- Femme de l'année en 1985[5]
- "Femme de Cristal" en 2005[6]
- L'ULB donne son nom à un bâtiment du campus Erasme en 2019[15]